# Friedrich Karl Dörner

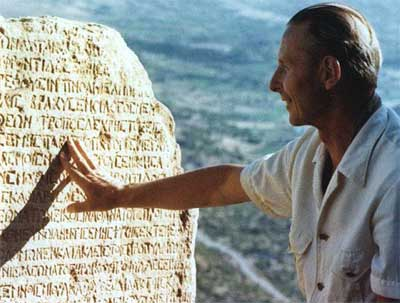
Friedrich Karl Dörner

Friedrich Karl Dörner (* 28. Februar 1911 in Gelsenkirchen; † 10. März 1992 in Nürnberg) war ein deutscher Althistoriker und Epigraphiker.

## Leben
Er wurde 1911 als Sohn des Grubenbeamten Karl Dörner und seiner Frau Klara in Gelsenkirchen geboren. Dort besuchte er Volksschule und Gymnasium. Ab 1930 studierte er in Münster und Greifswald bei Josef Keil Altertumswissenschaften, wo er auch 1935 promoviert wurde. Unmittelbar danach erhielt ein Reisestipendium des Deutschen Archäologischen Instituts für 1936/37. 1938 bis 1940 war er am Deutschen Archäologischen Institut in Istanbul als wissenschaftlicher Referent tätig. In dieser Zeit war er an Ausgrabungen in Boğazkale/Ḫattuša in der Türkei beteiligt, besuchte aber auch zum ersten Mal Bithynien und das kleinasiatische Königreich Kommagene, das von da an sein Hauptforschungsgebiet darstellte. 1940 holte Keil ihn als wissenschaftlichen Assistenten an die Kleinasiatische Kommission der Österreichischen Akademie der Wissenschaften nach Wien.
Nach einer Unterbrechung durch die Einberufung zum Kriegsdienst und einer Verwundung in Ostpreußen war er 1945 bis 1950 Lehrbeauftragter für Alte Geschichte und Epigraphik an der Universität Tübingen. 1950 schließlich habilitierte er sich an der Universität Münster in Alter Geschichte und setzte seine Forschungsarbeiten in Kommagene fort. Er war Leiter der deutschen Ausgrabungen, wobei ihm vor allem die Entdeckung und Freilegung der Residenzstadt Arsameia am Nymphaios und des dortigen Hierothesions mit der großen Inschrift Antiochos’ I. zu verdanken ist. Auch am Nemrut Dağı war er als Mitdirektor an den amerikanischen Ausgrabungen unter Theresa Goell beteiligt und leitete die Restaurierungsarbeiten. In Münster gründete er 1968 die Forschungsstelle Asia Minor, die sich die archäologische Untersuchung Anatoliens zum Ziel setzt, und widmete sich weiter der Grabungstätigkeit in Kleinasien. 1967 konnte er durch Bohrungen eine Grabkammer im Hügel des Hierothesions am Karakuş nachweisen. Er trat 1976 in den Ruhestand, war aber weiter in Kleinasien tätig, wobei er sich vor allem Verdienste um die Erhaltung der Monumente am Nemrut Dağı erwarb.
Friedrich Karl Dörner war ordentliches Mitglied des Deutschen Archäologischen Instituts und des Österreichischen Archäologischen Instituts sowie korrespondierendes Mitglied der Österreichischen Akademie der Wissenschaften. Er veröffentlichte zahlreiche Bücher und Fachartikel und trat auch als Herausgeber in Erscheinung, auch hier vorwiegend zum Thema Kleinasien und Kommagene. Er war seit 1938 mit der Germanistin Eleonore Benary verheiratet, mit der zusammen er auch mehrfach publizierte.

## Schriften (Auswahl)
- Der Erlaß des Statthalters von Asia Paullus Fabius Persicus. Dissertation, Greifswald 1935.
- mit Rudolf Naumann: Forschung in Kommagene (= Istanbul-Forschung. Band 10). 1939.
- mit Theresa Goell: Arsameia am Nymphaios. Die Ausgrabungen im Hierothesion des Mithradates Kallinikos von 1953–1956. Gebr. Mann, Berlin 1963, ISBN 3-8030-1754-8.
- Herausgeber: Vom Bosporus zum Ararat (= Kulturgeschichte der Antiken Welt. Band 7 = Schriften der Hermann-Bröckelschen-Stiftung. Band 5). Philipp von Zabern, Mainz 1981, ISBN 3-8053-0417-X.
- Der Thron der Götter auf dem Nemrud Dağ. 2. Auflage, Gustav Lübbe, Bergisch Gladbach 1987, ISBN 3-7857-0277-9.
- Herausgeber mit Eleonore Dörner: Von Pergamon zum Nemrud Dağ. Die archäologischen Entdeckungen Carl Humanns. Philipp von Zabern, Mainz 1989, ISBN 3-8053-0998-8.